# Campionati del mondo di atletica leggera indoor 2018 - Salto triplo femminile
La gara del salto triplo femminile dei campionati del mondo di atletica leggera indoor 2018 si è svolta il 3 marzo.

## Podio
| Pos.    | Atleta            | Nazionalità | Misura  |
| ------- | ----------------- | ----------- | ------- |
| Oro     | Yulimar Rojas     | Venezuela   | 14,63 m |
| Argento | Kimberly Williams | Giamaica    | 14,48 m |
| Bronzo  | Ana Peleteiro     | Spagna      | 14,40 m |

## Situazione pre-gara

### Record
Prima di questa competizione, il record del mondo indoor e il record dei campionati erano i seguenti.
| Record                | Prestazione | Atleta                  | Data                            | Competizione                     |
| --------------------- | ----------- | ----------------------- | ------------------------------- | -------------------------------- |
| Record mondiale       | 15,36 m     | Tatyana Lebedeva Russia | 6 marzo 2004 Budapest, Ungheria | Campionati del mondo indoor 2004 |
| Record dei campionati | 15,36 m     | Tatyana Lebedeva Russia | 6 marzo 2004 Budapest, Ungheria | Campionati del mondo indoor 2004 |

### Campionesse in carica
Le campionesse in carica a livello mondiale erano:
| Campionessa     | Atleta                     | Prestazione | Data                                           | Competizione                     |
| --------------- | -------------------------- | ----------- | ---------------------------------------------- | -------------------------------- |
| Olimpica        | Caterine Ibargüen Colombia | 15,17 m     | 14 agosto 2016 Rio de Janeiro, Brasile         | Giochi della XXXI Olimpiade      |
| Mondiale indoor | Yulimar Rojas Venezuela    | 14,41 m     | 19 marzo 2016 Portland (Stati Uniti d'America) | Campionati del mondo indoor 2016 |

### La stagione
Prima di questa gara, le atlete con le migliori tre prestazioni dell'anno erano:
| Pos. | Atleta                                           | Prestazione | Data                                           |
| ---- | ------------------------------------------------ | ----------- | ---------------------------------------------- |
| 1    | Keturah Orji Stati Uniti                         | 14,53 m     | 20 gennaio 2018 Clemson, Stati Uniti d'America |
| 2    | Viktoriya Prokopenko Atleti Neutrali Autorizzati | 14,44 m     | 3 febbraio 2018 Mosca, Russia                  |
| 3    | Iryna Vaskouskaya Bielorussia                    | 14,30 m     | 3 febbraio 2018 Homel', Bielorussia            |

## Risultati

### Finale
La finale diretta si è tenuta il 3 marzo alle ore 11:00.
| Pos | Atleta                 | Nazionalità                 | 1ª prova | 2ª prova | 3ª prova | 4ª prova | 5ª prova | 6ª prova | Risultato | Note                                     |
| --- | ---------------------- | --------------------------- | -------- | -------- | -------- | -------- | -------- | -------- | --------- | ---------------------------------------- |
|     | Yulimar Rojas          | Venezuela                   | 14,24 m  | 14,07 m  | 14,27 m  | 14,36 m  | 14,63 m  | x        | 14,63 m   | Miglior prestazione mondiale stagionale  |
|     | Kimberly Williams      | Giamaica                    | 14,37 m  | 14,41 m  | 14,48 m  | 14,31 m  | x        | 14,32 m  | 14,48 m   | Miglior prestazione personale            |
|     | Ana Peleteiro          | Spagna                      | 13,18 m  | 13,82 m  | 14,18 m  | 14,40 m  | x        | x        | 14,40 m   | Miglior prestazione personale            |
| 4   | Elena Panțuroiu        | Romania                     | 14,05 m  | x        | 14,16 m  | 14,33 m  | x        | x        | 14,33 m   | Miglior prestazione personale            |
| 5   | Keturah Orji           | Stati Uniti                 | 14,13 m  | x        | 14,07 m  | 14,28 m  | 14,31 m  |          | 14,31 m   |                                          |
| 6   | Paraskeuī Papachristou | Grecia                      | 14,05 m  | 11,73 m  | 14,01 m  | 13,36 m  | x        |          | 14,05 m   |                                          |
| 7   | Viktoriya Prokopenko   | Atleti Neutrali Autorizzati | 13,76 m  | 13,57 m  | 14,05 m  | 13,72 m  | 13,92 m  |          | 14,05 m   |                                          |
| 8   | Tori Franklin          | Stati Uniti                 | 14,03 m  | 13,52 m  | 13,70 m  | 11,34 m  | 13,94 m  |          | 14,03 m   |                                          |
| 9   | Núbia Soares           | Brasile                     | x        | 13,97 m  | 14,00 m  |          |          |          | 14,00 m   | Miglior prestazione personale stagionale |
| 10  | Shanieka Ricketts      | Giamaica                    | 13,93 m  | 13,36 m  | 13,68 m  |          |          |          | 13,93 m   |                                          |
| 11  | Gabriela Petrova       | Bulgaria                    | x        | x        | 13,91 m  |          |          |          | 13,91 m   | Miglior prestazione personale stagionale |
| 12  | Dovilė Dzindzaletaitė  | Lituania                    | 13,90 m  | 13,74 m  | 13,64 m  |          |          |          | 13,90 m   |                                          |
| 13  | Neele Eckhardt         | Germania                    | 13,24 m  | 13,87 m  | 13,70 m  |          |          |          | 13,87 m   |                                          |
| 14  | Iryna Vaskouskaya      | Bielorussia                 | x        | 13,81 m  | 13,37 m  |          |          |          | 13,81 m   |                                          |
| 15  | Anna Krylova           | Atleti Neutrali Autorizzati | 13,75 m  | 13,66 m  | 13,49 m  |          |          |          | 13,75 m   |                                          |
| 16  | Kristiina Mäkelä       | Finlandia                   | x        | 13,73 m  | 13,57 m  |          |          |          | 13,73 m   |                                          |
| 17  | Thea Lafond            | Dominica                    | x        | 13,63 m  | 13,68 m  |          |          |          | 13,68 m   |                                          |